# Villa Le Macine
Villa Le Macine si trova in via Casamorata a Firenze. La sua origine è anteriore al 1100. Nel 1100 fu proprietà della marchesa Willa, madre di Ugo di Brandeburgo, barone di Toscana, ricordato da Dante Alighieri nella Divina Commedia.
(Dante Alighieri Paradiso Canto XVI v.127-129)

## Proprietà dei Boni-Tosinghi
Alla fine del XIII secolo divenne proprietà della famiglia Boni, che la ebbe per più di un secolo, poi passò ai Boni-Tosinghi, a causa del matrimonio fra una donna della famiglia Boni con un Tosinghi. La villa, insieme ai poderi, prese il nome Le Macine, da un mulino qui esistente. Nel 1530 i Boni e i Tosinghi furono esiliati perché nella villa si riunivano persone sospette, i Catellini, gli Strozzi, i Corsini, i Della Stufa, gli Alamanni e i Martelli. Queste persone erano considerate nemiche dei Medici perché favorevoli alla repubblica. Matteo Boni, suocero di Ceccotto Tosinghi, fu giustiziato perché aveva ucciso, a sua volta, un colono dei Medici mentre, per tornare alla villa, percorreva via Santa Marta insieme al genero Ceccotto, che era rientrato dall'esilio. A causa di questo delitto la villa delle Macine fu confiscata da Cosimo I e Ceccotto dovette tornare in esilio.

## Proprietà dei Conti e poi dei Medici
Le Macine divenne un quartiere militare e, nel 1536, fu donata da Cosimo I a Giovanni Conti che la restaurò. La famiglia Conti ebbe la villa fino al 1649, anche se nel 1615 essa era già passata ad un Belforte che agiva a favore di Don Giovanni de' Medici. Poi egli comprò la villa per Livia Vernazza, cortigiana, che vi dimorò per un periodo insieme a Giovanni de' Medici.
Dal 1625 al 1629 abitarono nella villa il cardinale Leopoldo de' Medici, figlio di Cosimo I, dal 1629 al 1634 un altro cardinale mediceo, Carlo di Ferdinando I, dal 1634 al 1639 il figlio di Livia Vernazza, Gianfrancesco Maria. La sfortunata Livia Vernazza, alla quale era stato permesso di ritornare alla villa dopo essere stata incarcerata e poi rinchiusa in un monastero, vi morì il 5 agosto 1654. Essa lasciò la sua proprietà ai Padri Celestini di San Michele Visdomini.

## Successive proprietà
Nel 1667 la villa divenne proprietà dei fratelli Lodovico e Ferdinando Incontri, i quali, successivamente, la vendettero al pittore Francesco Cardi da Cigoli. Quindi furono gli Strozzi i nuovi proprietari, essi ampliarono la villa, arricchendola anche di una collezione archeologica.
I successivi proprietari furono, nel 1815 i Feroni e poi i Biondi.
Nel 1824 la villa divenne proprietà del Casamorata, che fece costruire una chiesetta, l'Oratorio di San Raffaello, dedicato alla Santissima Croce, sulla strada omonima, e vi fece scavare il sepolcreto, lo arricchì di reliquie, di un organo, vi fece costruire la sagrestia, fece sì che fossero i Padri Cappuccini a celebrarvi la Messa.
Nel 1881 la villa, che era andata in decadenza, fu acquistata dall'attore livornese Ernesto Rossi, che la fece restaurare. Molti reperti archeologici furono portati al Museo Etrusco nel Museo archeologico nazionale di Firenze. Il Rossi morì il 4 giugno 1896 e la figlia Evelina con i propri discendenti ne rimase proprietaria fino al 1928, quando la vendette a Candido Vanni di Poggibonsi, il quale ripristinò l'oratorio.